# سیارک ۱۲۱۷۰
سیارک ۱۲۱۷۰ (به انگلیسی: 12170 Vanvollenhoven، نامگذاری:2372T-3) دوازده هزار و صد و هفتاد و یکمین سیارک کشف شده‌است که در ۱۶ اکتبر ۱۹۷۷ کشف شد.
قدر مطلق سیارک برابر ۲۱.۴ است.